# Big Rapids
Big Rapids è un comune degli Stati Uniti d'America, situato nello Stato del Michigan, nella Contea di Mecosta, della quale è anche il capoluogo.